# Racing Club Lescure-Arthès XIII
Pour les articles homonymes, voir Lescure.
Actualités
RC Lescure-Arthès XIII est un club de rugby à XIII français, situé à Lescure-d'Albigeois dans le département du Tarn. Vainqueur en 2011 du championnat de France de deuxième division, l'équipe première était alors montée en première division. Après deux saisons passées en Élite 1 et avec seulement deux victoires au compteur, les dirigeants sollicite une rétrogradation auprès de la Fédération française de rugby à XIII qui leur sera accordée. L'équipe première participe toujours au championnat de France Élite 2 aujourd'hui après avoir disputé trois nouvelles finales en 2015, 2016 puis 2018.
Le club possède également une équipe réserve qui évolue en DN1 ainsi qu'une école de rugby, des minimes, des cadets, des juniors et une équipe féminine juniors-séniors qui évolue en première division.

## Palmarès
- Championnat de France Élite 1 :
  - Vainqueur : Néant
  - Finaliste : Néant

- Coupe de France :
  - Vainqueur : Néant
  - Finaliste : Néant

- Championnat de France Élite 2 :
  - Vainqueur : 1 (2011)
  - Finaliste : 3 (2015 / 2016 / 2018)

- Championnat de France Nationale 1 :
  - Vainqueur : Néant
  - Finaliste : 4 (1988 / 1994 / 1995 / 1996)
- Coupe Falcou:
  - Vainqueur : 2 (1986 / 1991)
  - Finaliste : Néant

## Joueurs emblématiques
En 2018, le club a parmi ses rangs un joueur dont le parcours est atypique : Martyn Smith (en). Ce joueur débuta en effet à XV dans le club des Harlequins et représenta même l'Angleterre en Football australien. Puis, il passa à XIII dans la section treiziste du même club pour finalement être recruté par le Racing (p. 51).
Mais Martyn Smith ne fut pas le premier à traverser la Manche pour rejoindre le club, ce fut le cas également de Jordan Tansey, qui rejoint le club en 2016 qu'il quitta pour jouer dans un club australien(p. 53).

## Bilan du club toutes saisons et toutes compétitions confondues
| Année                                      | Année                                      | Saison régulière                                                              | Saison régulière                                                              | Saison régulière                                                              | Saison régulière                                                              | Saison régulière                                                              | Saison régulière                                                              | Saison régulière                                                              | Saison régulière                                                              | Phase finale                                                                  | Phase finale                                                                  | Phase finale                                                                  | Phase finale                                                                  | Phase finale                                                                  | Phase finale                                                                  | Phase finale                                                                  | Coupe                                                                         |
| Année                                      | Année                                      | Class.                                                                        | Points                                                                        | MJ                                                                            | V.                                                                            | N.                                                                            | D.                                                                            | Pp.                                                                           | Pc.                                                                           | Perf.                                                                         | MJ                                                                            | V.                                                                            | N.                                                                            | D.                                                                            | Pp.                                                                           | Pc.                                                                           | Performance                                                                   |
| Championnat de France de deuxième division | Championnat de France de deuxième division | Championnat de France de deuxième division                                    | Championnat de France de deuxième division                                    | Championnat de France de deuxième division                                    | Championnat de France de deuxième division                                    | Championnat de France de deuxième division                                    | Championnat de France de deuxième division                                    | Championnat de France de deuxième division                                    | Championnat de France de deuxième division                                    | Championnat de France de deuxième division                                    | Championnat de France de deuxième division                                    | Championnat de France de deuxième division                                    | Championnat de France de deuxième division                                    | Championnat de France de deuxième division                                    | Championnat de France de deuxième division                                    | Championnat de France de deuxième division                                    | Coupe de France                                                               |
| 2018                                       | 2018                                       | 5e                                                                            | 34                                                                            | 18                                                                            | 10                                                                            | 0                                                                             | 8                                                                             | 513                                                                           | 435                                                                           | Finaliste                                                                     | 3                                                                             | 2                                                                             | 0                                                                             | 1                                                                             | 80                                                                            | 59                                                                            | Seizième de finale                                                            |
| 2019                                       | 2019                                       | 5e                                                                            | 43                                                                            | 22                                                                            | 12                                                                            | 1                                                                             | 9                                                                             | 634                                                                           | 471                                                                           | Quart-de-finale                                                               | 1                                                                             | 0                                                                             | 0                                                                             | 1                                                                             | 22                                                                            | 23                                                                            | Seizième de finale                                                            |
| 2020                                       | 2020                                       | Éditions annulées et titres non décernés en raison de la pandémie de Covid-19 | Éditions annulées et titres non décernés en raison de la pandémie de Covid-19 | Éditions annulées et titres non décernés en raison de la pandémie de Covid-19 | Éditions annulées et titres non décernés en raison de la pandémie de Covid-19 | Éditions annulées et titres non décernés en raison de la pandémie de Covid-19 | Éditions annulées et titres non décernés en raison de la pandémie de Covid-19 | Éditions annulées et titres non décernés en raison de la pandémie de Covid-19 | Éditions annulées et titres non décernés en raison de la pandémie de Covid-19 | Éditions annulées et titres non décernés en raison de la pandémie de Covid-19 | Éditions annulées et titres non décernés en raison de la pandémie de Covid-19 | Éditions annulées et titres non décernés en raison de la pandémie de Covid-19 | Éditions annulées et titres non décernés en raison de la pandémie de Covid-19 | Éditions annulées et titres non décernés en raison de la pandémie de Covid-19 | Éditions annulées et titres non décernés en raison de la pandémie de Covid-19 | Éditions annulées et titres non décernés en raison de la pandémie de Covid-19 | Éditions annulées et titres non décernés en raison de la pandémie de Covid-19 |
| 2021                                       |                                            | Éditions annulées et titres non décernés en raison de la pandémie de Covid-19 | Éditions annulées et titres non décernés en raison de la pandémie de Covid-19 | Éditions annulées et titres non décernés en raison de la pandémie de Covid-19 | Éditions annulées et titres non décernés en raison de la pandémie de Covid-19 | Éditions annulées et titres non décernés en raison de la pandémie de Covid-19 | Éditions annulées et titres non décernés en raison de la pandémie de Covid-19 | Éditions annulées et titres non décernés en raison de la pandémie de Covid-19 | Éditions annulées et titres non décernés en raison de la pandémie de Covid-19 | Éditions annulées et titres non décernés en raison de la pandémie de Covid-19 | Éditions annulées et titres non décernés en raison de la pandémie de Covid-19 | Éditions annulées et titres non décernés en raison de la pandémie de Covid-19 | Éditions annulées et titres non décernés en raison de la pandémie de Covid-19 | Éditions annulées et titres non décernés en raison de la pandémie de Covid-19 | Éditions annulées et titres non décernés en raison de la pandémie de Covid-19 | Éditions annulées et titres non décernés en raison de la pandémie de Covid-19 | Éditions annulées et titres non décernés en raison de la pandémie de Covid-19 |
| 2022                                       | 2022                                       | 6e                                                                            | 28                                                                            | 18                                                                            | 9                                                                             | 0                                                                             | 9                                                                             | 461                                                                           | 571                                                                           | Barrage                                                                       | 1                                                                             | 0                                                                             | 0                                                                             | 1                                                                             | 12                                                                            | 49                                                                            | Annulée                                                                       |
| 2023                                       | 2023                                       | 4e                                                                            | 32                                                                            | 16                                                                            | 9                                                                             | 0                                                                             | 7                                                                             | 387                                                                           | 332                                                                           | Demi-finale                                                                   | 2                                                                             | 1                                                                             | 0                                                                             | 1                                                                             | 54                                                                            | 60                                                                            | Huitième de finale                                                            |
| 2024                                       | 2024                                       | 6e                                                                            | 23                                                                            | 17                                                                            | 7                                                                             | 0                                                                             | 10                                                                            | 340                                                                           | 447                                                                           | Barrage                                                                       | 1                                                                             | 0                                                                             | 0                                                                             | 1                                                                             | 30                                                                            | 54                                                                            | Huitième de finale                                                            |
| 2025                                       | 2025                                       | 6e                                                                            | 23                                                                            | 16                                                                            | 6                                                                             | 0                                                                             | 10                                                                            | 390                                                                           | 475                                                                           | Barrage                                                                       | 1                                                                             | 0                                                                             | 0                                                                             | 1                                                                             | 8                                                                             | 25                                                                            | 1er tour                                                                      |

## Section féminine
Le club possède également une section de rugby à XIII féminin : des joueuses, comme Lauréane Biville en 2021, alimentent le vivier de l'équipe de France.